# HiSilicon
HiSilicon Technology Co., Ltd (海思半导体有限公司) とは、中国広東省深圳市にある半導体メーカー。2004年10月設立で、前身はファーウェイのASICデザインセンター。

## 製品

### K3V1
K3V1はARM9のARMアーキテクチャのSoC。携帯電話向け。2008年発表。
- CPU - 460 MHz
- プロセスルール - 180nm

### K3V2
K3V2はCortex-A9のARMアーキテクチャのSoC。スマートフォンやタブレット向け。2012年2月27日発表。
- CPU - 4コア 1.2/1.5GHz, 2次キャッシュ1MB
- メモリ - 32bitx2 LPDDR2 533MHz
- GPU - Vivante GC4000 (16コア, 80GFLOPS.)
- 動画デコード - 1080p 60fps
- プロセスルール - 40nm

日本での採用端末
- GT01[4]
- STREAM X GL07S[5]
- Ascend D2 HW-03E[6]

### K3V2T
K3V2TはCortex-A9のARMアーキテクチャのSoC。スマートフォンやタブレット向け。
- CPU - 4コア 1.2GHz, 2次キャッシュ1MB
- メモリ - 32bitx2 LPDDR2 533MHz
- GPU - Vivante GC4000 (16コア, 80GFLOPS.)
- 動画デコード - 1080p 60fps
- プロセスルール - 40nm

日本での採用端末
- dtab[7]
- MediaPad 7 Vogue[8]

### Kirin
Kirinを参照。

## サーバープロセッサ
HiSilicon社はARMアーキテクチャをベースにしたサーバープロセッサSoCを開発している。

### Hi1610
Hi1610は、2015年に発表されたHiSilicon社の第一世代のサーバープロセッサである。特徴は以下の通り。
- 16x ARM Cortex-A57 at maximum 2.1 GHz[9]
- 48 KB L1-I, 32 KB L1-D, 1MB L2/4 cores and 16MB CCN L3
- TSMC 16 nm
- 2x DDR4-1866
- 16 PCIe 3.0

### Hi1612
Hi1612は、2016年に発売されたHiSilicon社の第2世代サーバープロセッサである。特徴は以下の通り。
- 32x ARM Cortex-A57 at up to 2.1 GHz[9]
- 48 KB L1-I, 32 KB L1-D, 1MB L2/4 cores and 32MB CCN L3
- TSMC 16 nm
- 4x DDR4-2133
- 16 PCIe 3.0

### Kunpeng 916 (旧Hi1616)
Kunpeng 916 (旧Hi1616) は、2017年に発売されたHiSilicon社の第3世代サーバープロセッサである。Kunpeng 916は、HuaweiのTaiShan 2280 Balanced Server、TaiShan 5280 Storage Server、TaiShan XR320 High-Density Server Node、TaiShan X6000 High-Density Serverに利用されている。特徴は以下の通り。
- 32x ARM Cortex-A72 at up to 2.4 GHz[9]
- 48 KB L1-I, 32 KB L1-D, 1MB L2/4 cores and 32MB CCN L3
- TSMC 16 nm
- 4x DDR4-2400
- 2-way Symmetric multiprocessing (SMP), Each socket has 2x ports with 96 Gbit/s per port (total of 192 Gbit/s per each socket interconnects)
- 46 PCIe 3.0 and 8x 10 GbE
- 85 W

### Kunpeng 920 (旧Hi1620)
Kunpeng 920 (旧Hi1620) は、2018年に発表されたHiSiliconの第4世代サーバープロセッサで、2019年に発売された。ファーウェイはKunpeng 920のCPUがSPECint®_rate_base2006で推定930以上のスコアを出していると主張しています The Kunpeng 920 is utilized in Huawei's TaiShan 2280 V2 Balanced Server, TaiShan 5280 V2 Storage Server and TaiShan XA320 V2 High-Density Server Node.。特徴は以下の通り。
- 32 to 64x custom TaiShan v110 cores at up to 2.6 GHz.[18]
- The TaiShan v110 core is a 4-way out-of-order superscalar that implements the ARMv8.2-A ISA. Huawei reports the core supports almost all the ARMv8.4-A ISA features with a few exceptions, including dot product and the FP16 FML extension.[18]
- The TaiShan v110 cores are likely a new core not based on ARM designs[独自研究?][19]
- 3x Simple ALUs, 1x Complex MDU, 2x BRUs (sharing ports with ALU2/3), 2x FSUs (ASIMD FPU), 2x LSUs[19]
- 64 KB L1-I, 64 KB L1-D, 512 KB Private L2 and 1MB L3/core Shared.
- TSMC 7 nm HPC
- 8x DDR4-3200
- 2-way and 4-way Symmetric multiprocessing (SMP). Each socket has 3x Hydra ports with 240 Gbit/s per port (total of 720 Gbit/s per each socket interconnects)
- 40 PCIe 4.0 with CCIX support, 4 USB 3.0, 2x SATA 3.0, x8 SAS 3.0 and 2 x 100 GbE
- 100 to 200 W
- Compression engine (GZIP, LZS, LZ4) capable of up to 40 Gib/s compress and 100 Gbit/s decompress
- Crypto offload engine (for AES, DES, 3DES, SHA1/2, etc..) capable of throughputs up to 100 Gbit/s

### Kunpeng 930 (旧Hi1630)
Kunpeng 930（旧Hi1630）は、2019年に発表され、2021年に発売が予定されているHiSilicon社の第5世代サーバープロセッサである。特徴は以下の通り。
- より高い周波数を持つTBDカスタムコア、SMT（同時マルチスレッディング）と ARM の Scalable Vector Extension (SVE)のサポート。[18]
- 64 KB L1-I, 64 KB L1-D, 512 KB Private L2 and 1 MB L3/core Shared
- TSMC 5 nm
- 8x DDR5

### Kunpeng 950 について
Kunpeng 950 は、2019年に発表され、2023年に発売予定のHiSilicon社の第6世代サーバープロセッサである。

## 参照
1. ↑  About Us
2. ↑  小山安博 (2017年9月5日). “Kirin 970がAIを内蔵するメリットとは - 問われる未来のAIデバイス”. マイナビニュース.   マイナビ. 2017年12月24日閲覧。
3. ↑  『HiSiliconがクアッドコアアプリケーションプロセッサ「K3V2」を発表』（プレスリリース）ファーウェイ、2012年2月27日。2017年12月24日閲覧。
4. ↑  “GT01”. Y!mobile.   ソフトバンク. 2017年12月24日閲覧。
5. ↑  “STREAM X 仕様・付属品”. Y!mobile.   ソフトバンク. 2017年12月24日閲覧。
6. ↑  “docomo NEXT series Ascend D2 HW-03E サポート情報 : サービス・機能とスペック”.   NTTドコモ. 2017年12月24日閲覧。
7. ↑  “dtab 01 サポート情報 : サービス・機能とスペック”.   NTTドコモ. 2017年12月24日閲覧。
8. ↑  “Huawei、7インチの通話もできるAndroidタブレット「MediaPad 7 Vogue」発表”. ITmedia Mobile.   アイティメディア (2013年6月25日). 2017年12月24日閲覧。
9. 1 2 3  Cutress, Ian. “Huawei Server Efforts: Hi1620 and Arm's Big Server Core, Ares”. www.anandtech.com. 2019年6月9日時点のオリジナルよりアーカイブ。2019年5月4日閲覧。
10. ↑  “TaiShan 2280 Balanced Server ─ Huawei Enterprise” (英語). Huawei Enterprise. 2019年5月5日時点のオリジナルよりアーカイブ。2019年5月5日閲覧。
11. ↑  “TaiShan 5280 Storage Server” (英語). Huawei Enterprise. 2019年5月5日時点のオリジナルよりアーカイブ。2019年5月5日閲覧。
12. ↑  “TaiShan XA320 High-Density Server Node” (英語). Huawei Enterprise. 2019年5月5日時点のオリジナルよりアーカイブ。2019年5月5日閲覧。
13. ↑  “TaiShan X6000 ARM High-Density Server” (英語). Huawei Enterprise. 2019年5月5日時点のオリジナルよりアーカイブ。2019年5月5日閲覧。
14. ↑  “Huawei Unveils Industry's Highest-Performance ARM-based CPU Bringing Global Computing Power to Next Level”. www.hisilicon.com. 2019年5月4日時点のオリジナルよりアーカイブ。2019年5月4日閲覧。
15. ↑  “TaiShan 2280 V2 Balanced Server ─ Huawei Enterprise” (英語). Huawei Enterprise. 2019年5月5日時点のオリジナルよりアーカイブ。2019年5月5日閲覧。
16. ↑  “TaiShan 5280 V2 Storage Server ─ Huawei Enterprise” (英語). Huawei Enterprise. 2019年5月5日時点のオリジナルよりアーカイブ。2019年5月5日閲覧。
17. ↑  “TaiShan XA320 V2 High-Density Server Node” (英語). Huawei Enterprise. 2019年5月5日時点のオリジナルよりアーカイブ。2019年5月5日閲覧。
18. 1 2 3  Schor, David (2019年5月3日). “Huawei Expands Kunpeng Server CPUs, Plans SMT, SVE For Next Gen” (英語). WikiChip Fuse. 2019年5月4日時点のオリジナルよりアーカイブ。2019年5月4日閲覧。
19. 1 2  “gcc.gnu.org Git – gcc.git/blob – gcc/config/aarch64/tsv110.md”. gcc.gnu.org. 2019年6月13日閲覧。